# Scottish Third Division 2003-2004
La Scottish Third Division 2003-2004 è stata la 10ª edizione del torneo e ha rappresentato la quarta categoria del calcio scozzese.

## Squadre partecipanti
| Squadra            | Città       | Stadio              | Posizione 2002-2003                             |
| ------------------ | ----------- | ------------------- | ----------------------------------------------- |
| Albion Rovers      | Coatbridge  | Cliftonhill Stadium | 3º posto                                        |
| Cowdenbeath        | Cowdenbeath | Central Park        | 10º posto in Scottish Second Division 2002-2003 |
| East Stirlingshire | Falkirk     | Firs Park           | 10º posto                                       |
| Elgin City         | Elgin       | Borough Briggs      | 9º posto                                        |
| Gretna             | Gretna      | Raydale Park        | 6º posto                                        |
| Montrose           | Montrose    | Links Park          | 7º posto                                        |
| Peterhead          | Peterhead   | Balmoor Stadium     | 4º posto                                        |
| Queen's Park       | Glasgow     | Hampden Park        | 8º posto                                        |
| Stirling Albion    | Stirling    | Forthbank Stadium   | 5º posto                                        |
| Stranraer          | Stranraer   | Stair Park          | 9º posto in Scottish Second Division 2002-2003  |

## Classifica finale
|  | Pos. | Squadra            | Pt | G  | V  | N  | P  | GF | GS  | DR  |
|  | ---- | ------------------ | -- | -- | -- | -- | -- | -- | --- | --- |
|  | 1.   | Stranraer          | 79 | 36 | 24 | 7  | 5  | 87 | 30  | +57 |
|  | 2.   | Stirling Albion    | 77 | 36 | 23 | 8  | 5  | 78 | 27  | +51 |
|  | 3.   | Gretna             | 68 | 36 | 20 | 8  | 8  | 59 | 39  | +20 |
|  | 4.   | Peterhead          | 61 | 36 | 18 | 7  | 11 | 67 | 37  | +30 |
|  | 5.   | Cowdenbeath        | 55 | 36 | 15 | 10 | 11 | 46 | 39  | +7  |
|  | 6.   | Montrose           | 48 | 36 | 12 | 12 | 12 | 52 | 63  | −11 |
|  | 7.   | Queen's Park       | 41 | 36 | 10 | 11 | 15 | 41 | 53  | −12 |
|  | 8.   | Albion Rovers      | 40 | 36 | 12 | 4  | 20 | 66 | 75  | −9  |
|  | 9.   | Elgin City         | 25 | 36 | 6  | 7  | 23 | 48 | 93  | −45 |
|  | 10.  | East Stirlingshire | 8  | 36 | 2  | 2  | 32 | 30 | 118 | −88 |

Legenda:

      Campione di Third Division e promossa in Second Division
      Promossa in Second Division
Note:

Tre punti a vittoria, uno a pareggio, zero a sconfitta.